# Alberto Alberti (cardinale)
Alberto Alberti (Firenze, 1386 – Firenze, 11 agosto 1445) è stato un vescovo e cardinale italiano.

## Biografia
Appartenente alla famiglia fiorentina degli Alberti, era figlio di Giovanni di Cipriano Alberti.
Fu protonotario apostolico e governatore di Perugia. Il 4 marzo 1437 fu nominato amministratore apostolico della diocesi di Camerino ed il 6 ottobre dello stesso anno venne consacrato vescovo a Perugia.
Fu nominato cardinale il 18 dicembre 1439 da papa Eugenio IV e ricevette il titolo di Cardinale diacono di Sant'Eustachio.
Nel 1440 fu legato pontificio in Sicilia.
Nel 1444 divenne Camerlengo del Sacro Collegio.